# Rheinsteig

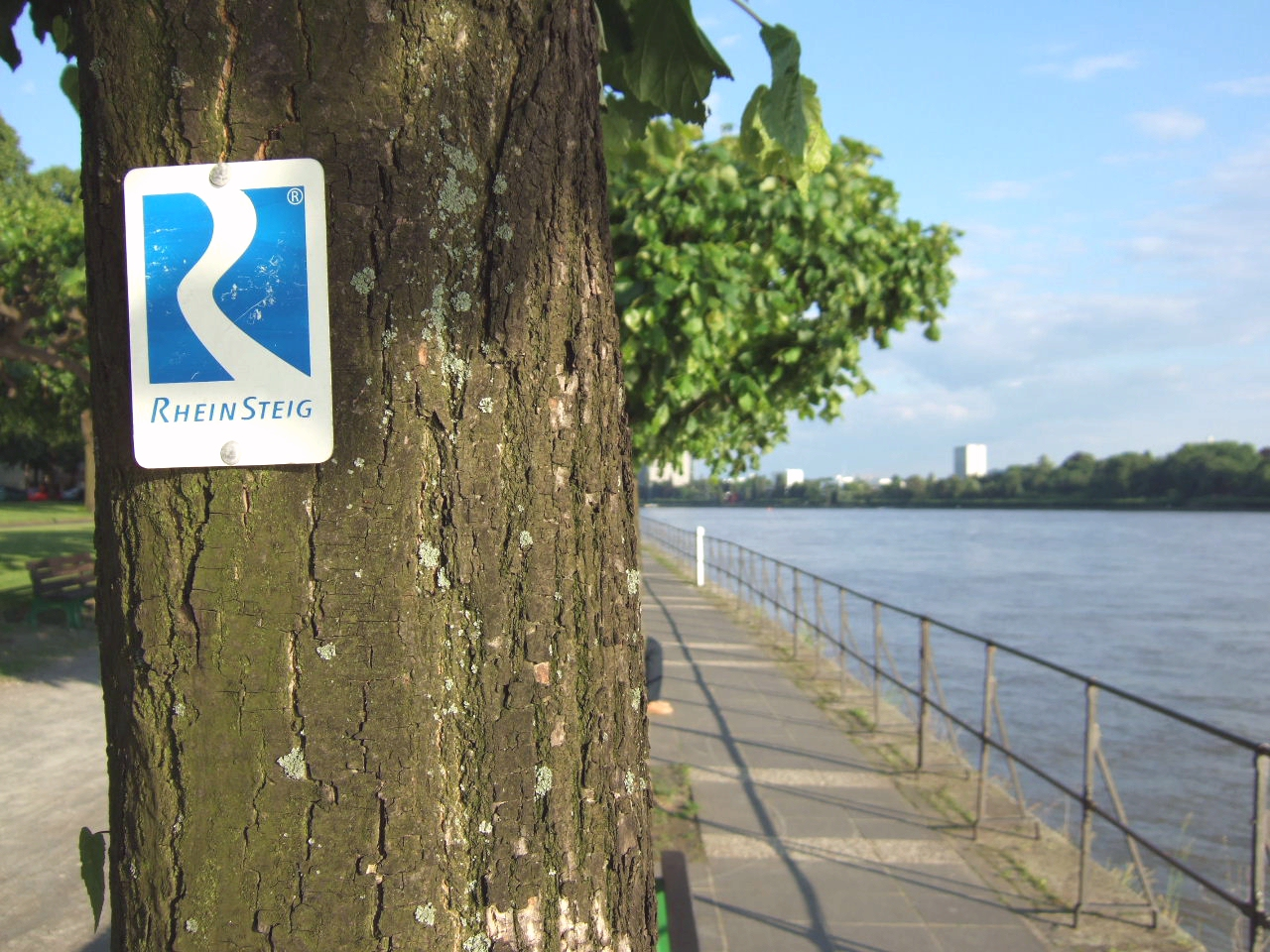
Balisage du Rheinsteig. Photo rive droite du Rhin à Bonn.

Le Rheinsteig est un sentier de randonnée en Allemagne allant de Bonn à Wiesbaden sur les hauteurs de la rive droite du Rhin. D'une longueur de 320 kilomètres, il longe la vallée "romantique" du Rhin avec la Loreley et les fameux châteaux forts, comme Lahneck, Marksburg, Liebenstein etc.
Ce chemin balisé est praticable pendant toute l’année. La partie de Coblence jusqu’à Rüdesheim traverse la vallée du Haut-Rhin Moyen allemand, qui est inscrit dans son ensemble sur la liste du patrimoine mondial de l'UNESCO.
La création et l’entretien de ce sentier de randonnée est basé sur un projet commun des Länder de Rhénanie-du-Nord-Westphalie, Rhénanie-Palatinat et de Hesse, réalisée depuis 2005.
Ce chemin a été labellisé comme « Premium » par l’institut allemand de randonnée.

## Tracé

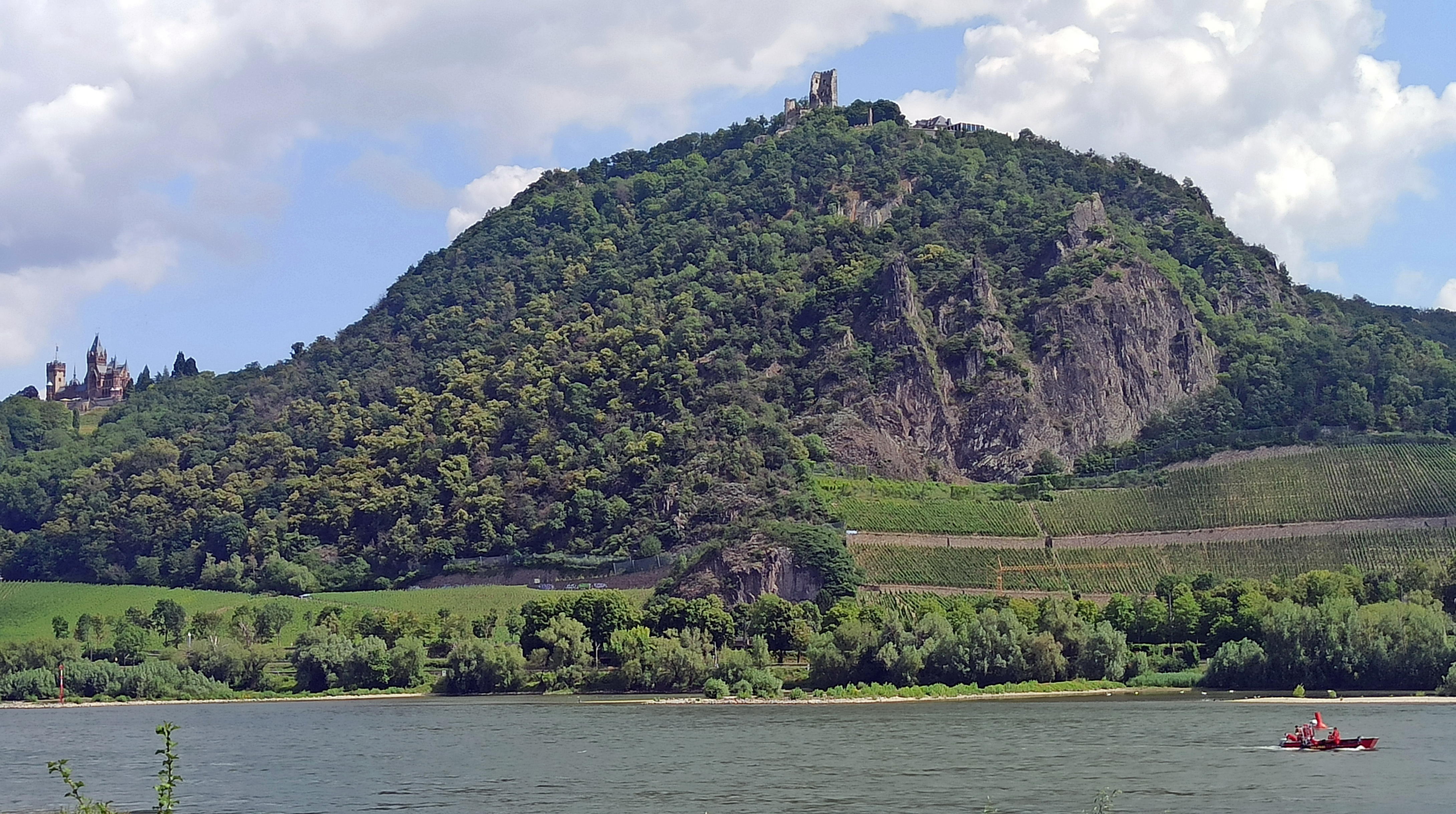
Le Drachenfels, vu d'en face du Rhin

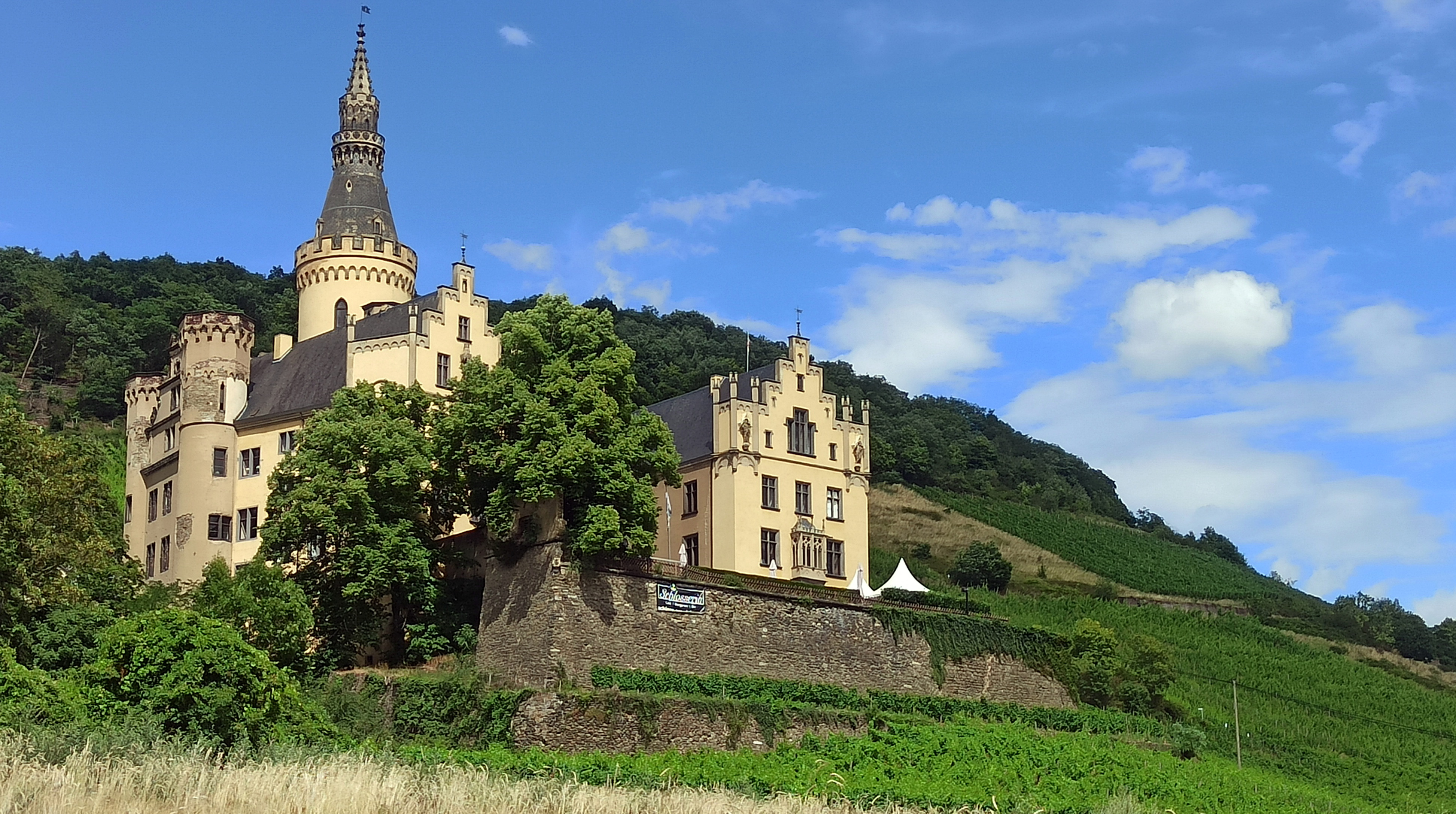
Château d'Arenfels

Le tracé des 320 km du Rheinsteig débute officiellement sur la place du marché au centre de Bonn, pour ensuite traverser le Rhin, puis tourner vers le sud sur la rive droite. Le sentier se dirige vers les collines du « Siebengebirge », dont le fameux « Drachenfels ». Il  passe par le parc naturel Rhein-Westerwald pour ensuite contourner le bassin de Neuwied en direction de la forteresse de Coblence-Ehrenbreitstein. Le confluent Lahn est traversé à Lahnstein. Ensuite c’est la vallée du Haut-Rhin moyen allemand (avec la Loreley) jusqu’à la ville de Rüdesheim.  À partir de Lorchhausen, on domine le haut des vignobles en pente de la région viticole du Rheingau, pour ensuite replonger vers les villages viticoles en bas de la vallée. Après le monument de Niederwalddenkmal, le sentier longe le Taunus (qui fait partie du massif schisteux rhénan) dans lequel on entre après une boucle près de l’abbaye d'Eberbach. En passant par Schlangenbad, le chemin redescends ensuite vers la vallée du Rhin pour atteindre le château de Biebrich à Wiesbaden, point final du Rheinsteig. 

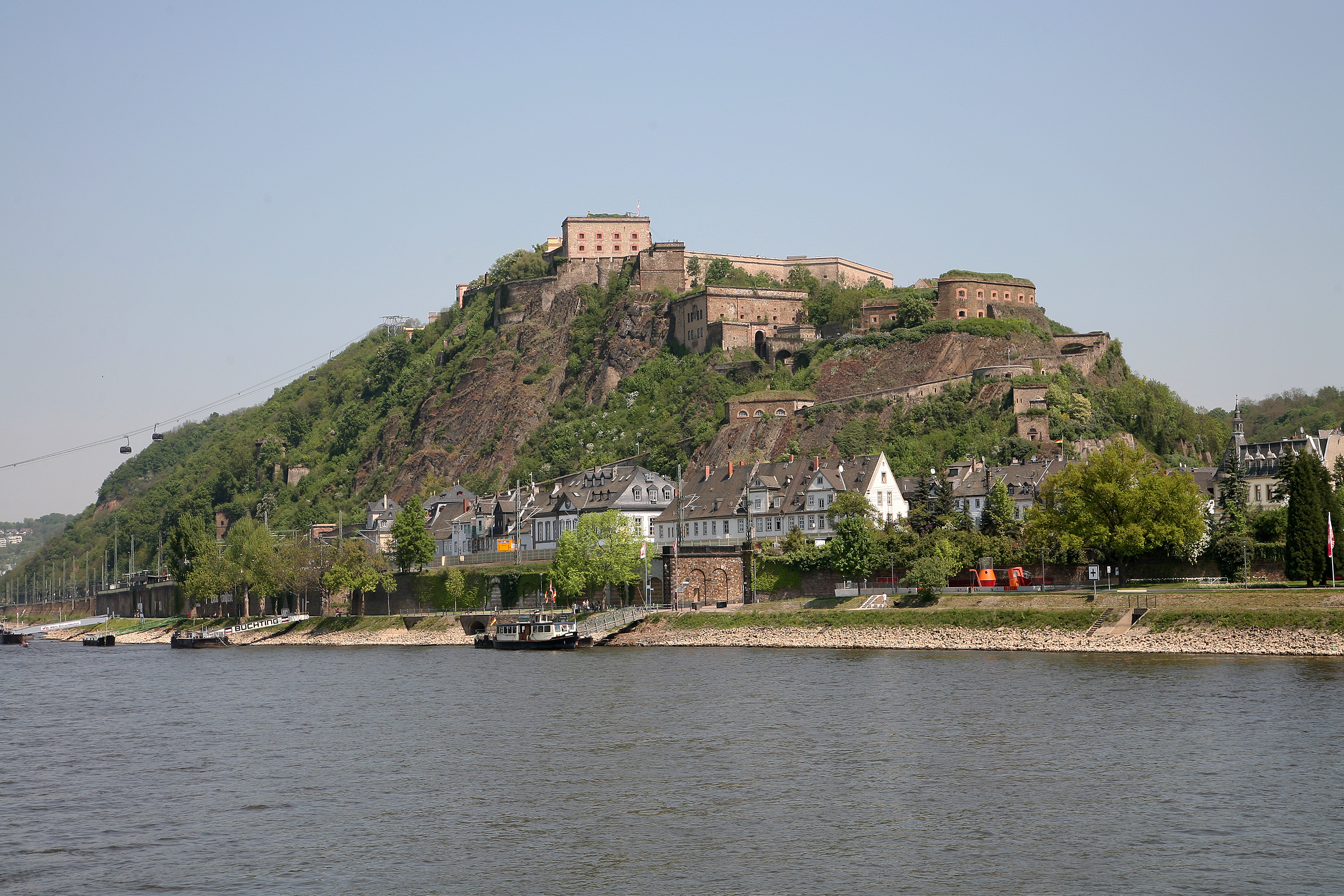
Forteresse Ehrenbreitstein

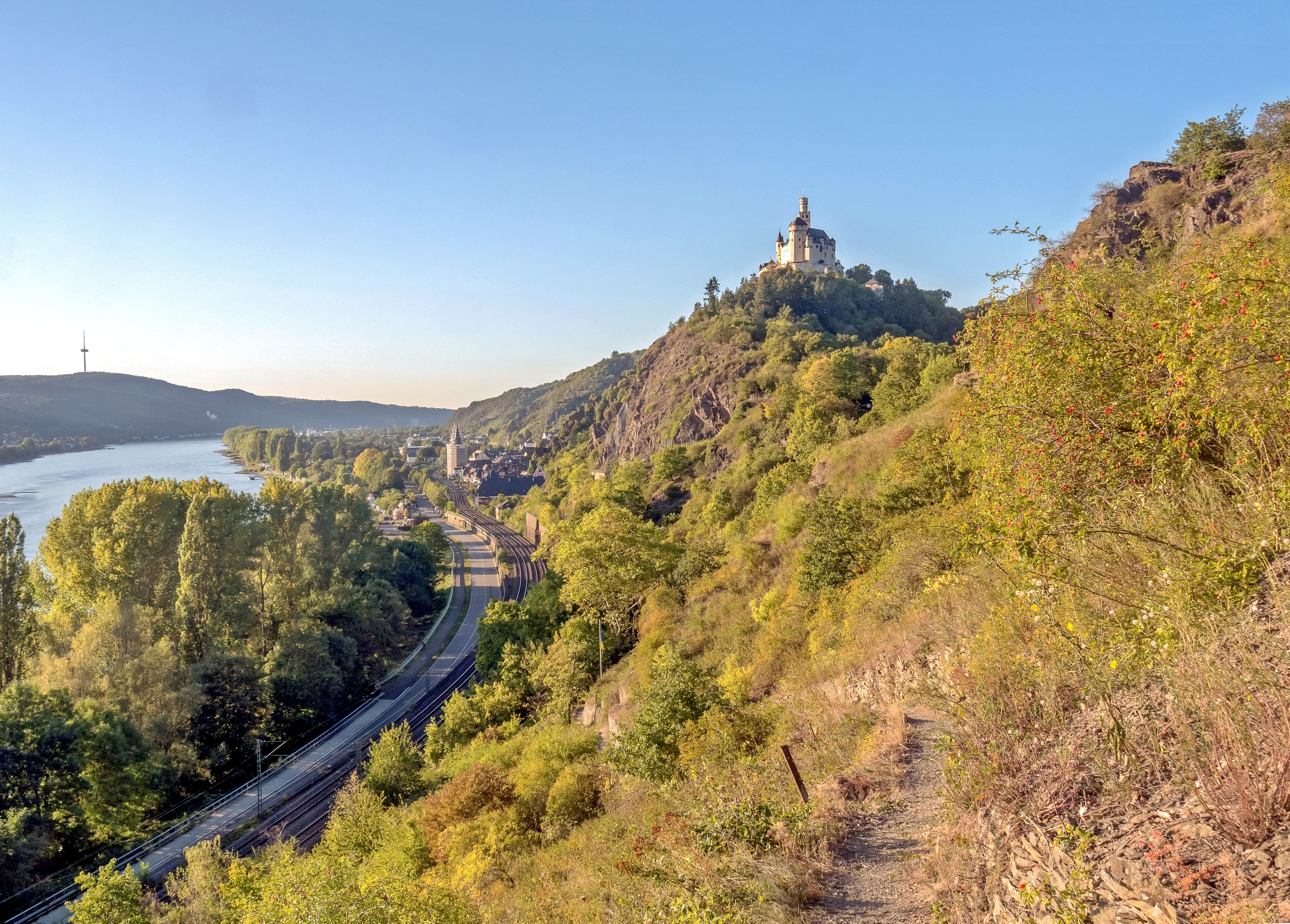
Rheinsteig avec le château fort du Marksburg

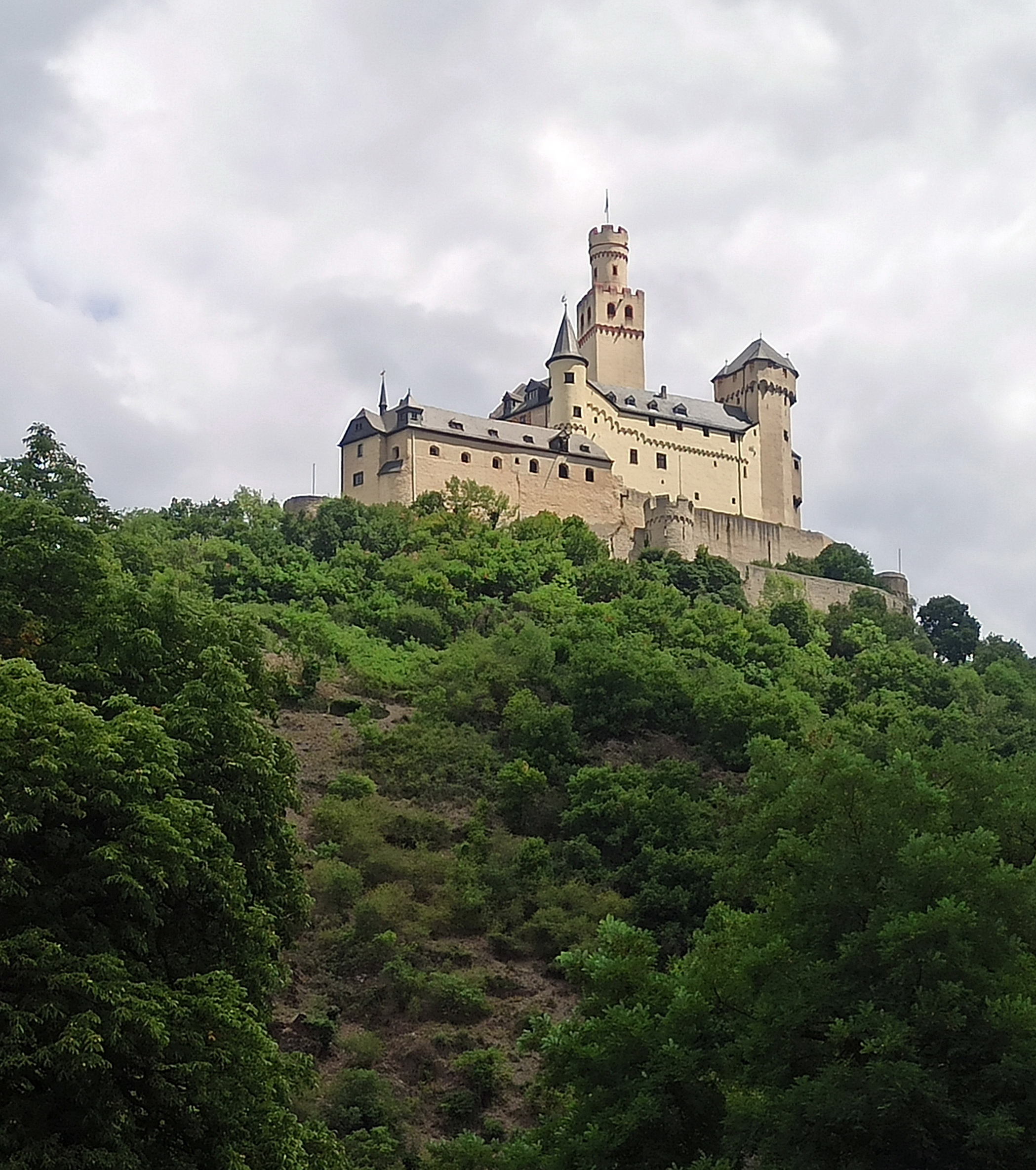
Château fort du Marksburg

Le Rheinsteig peut être parcouru dans les deux sens en étapes individuelles, en fonction des envies et de la condition physique. Des randonnées d’un jour sont également réalisables du fait que chaque localité est desservie par les transports en commun, pour ainsi facilement revenir sur le point de départ en bus, train ou en bateau (par exemple avec les bateaux blancs KD).  Ou alors des parcours circulaires avec des sentiers balisés à partir d'un point précis en vallée. 

## Caractéristiques

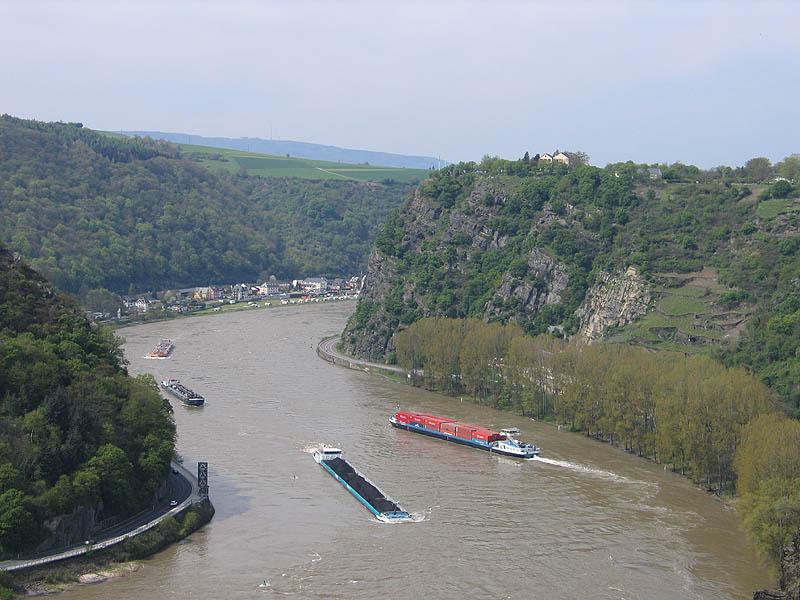
Le rocher de la Loreley

L'altitude la plus basse est de 60 mètres et la plus haute de 365 mètres. La différence d'altitude cumulée sur 
toute la longueur des 320 km est de 11700 mètres. Le sentier est praticable durant toute l'année.

## Principaux lieux et monuments touristiques croisés par le Rheinsteig
Outre les vues qu’offrent les étapes de cette randonnée, ce sentier balisé conduit notamment aux endroits suivants : 
- Bonn, la ville de Beethoven
- Drachenfels, la roche mythique du dragon surplombant le Rhin
- Ruines du château de Löwenburg
- Rocher de la Erpeler Ley
- Château d'Ockenfels
- Historique mairie de la ville de Linz
- Château d’Arenfels
- Endroit de la fortification romaine du limes de Germanie et de Rhétie (classé au patrimoine mondial de l'UNESCO)
- Rocher de la Rheinbrohler Ley
- Ruines du château fort de Hammerstein
- Vignes de Leutesdorf
- Domaine du château de Monrepos (Neuwied)
- Zoo de Neuwied
- Château Sayn
- Château Marienburg de Vallendar
- Forteresse d'Ehrenbreitstein, surplombant le Rhin en face de l’embouchure de la Moselle
- Gorges de la Ruppertsklamm
- Château fort médiéval du Marksburg
- Château de Liebeneck
- Collines de la Filsener Ley sur la plus grande boucle du Rhin
- Les deux châteaux forts voisins « Feindliche Brüder », près du village de pèlerinage de Kamp-Bornhofen
- Gorges du Pulsbachklamm
- Château fort de Maus
- Loreley
- Château fort de Pfalzgrafenstein
- Ruines du château de Nollig
- Ville et vignes de Assmannshausen / Höllenberg

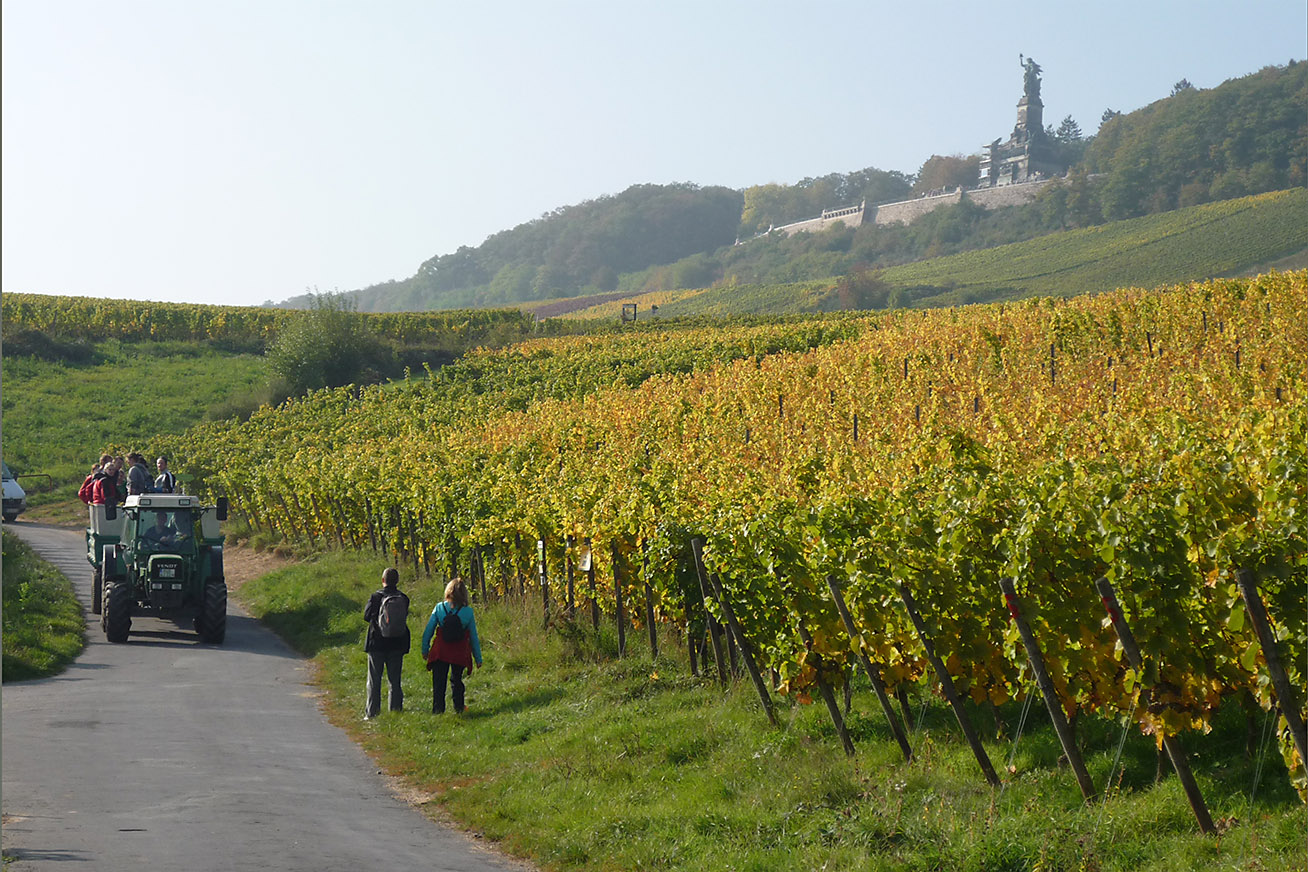
Le monument du Niederwald au dessus des vignes

- Le monument du Niederwald au dessus des vignesImposant monument du Niederwalddenkmal
- Ville du vin de Rüdesheim
- Abbaye de Marienthal
- Domaine Johannisberg et ses vignes
- Château de Vollrads et ses vignes
- Abbaye d'Eberbach
- Vigne « Weinberg der Ehe » près du château fort de Burg Scharfenstein (Kiedrich)
- Parc du Kurpark Schlangenbad
- Monument naturel du Grauer Stein
- Pierre de Goethe (Goethestein)
- Château de Biebrich à Wiesbaden-Biebrich.